# 부족공국

1000년경 신성로마제국
----
작센 공국
하로타링기아 공국
상로타링기아 공국
프랑켄 공국
슈바벤 공국
바이에른 공국

부족공국(독일어: Stammesherzogtum 슈타메스헤어초크툼[*], 영어: stem duchy)은 10세기 말 카롤루스조가 단절(911년 루도비쿠스 4세 인판스의 죽음) 신성로마제국이 형성되는 전환기에 독일 왕국을 구성하던 5대 공국을 말한다. 바이에른, 프랑켄, 로타링기아, 작센, 슈바벤이 이 5개 공국이다.
이 5개 공국은 8세기에 카롤루스 1세 마그누스가 카롤루스 제국을 세우기 전 존재했던 게르만족 부족들의 근거지에서 유래했다. 각각 바이에른은 바바리인, 프랑켄은 프랑크인, 작센은 색슨인, 슈바벤은 알레만니인의 근거지였다. 한편 오늘날의 프랑스 로렌과 저지대 국가에 해당하는 로타링기아는 로타리우스 1세에게서 이름이 유래했다. 이 고대 부족들은 카롤루스 제국의 형성 과정에서 해산되었지만, 9세기 말 왕권이 기울면서 고대 부족들의 근거지가 왕국의 하위 단위로 기능하게 된다. 잘리어조(1027년-1125년)의 신성로마황제들은 이 5대 공국들을 그대로 신성로마제국의 행정단위로 전용하였지만, 중세 성기 호엔슈타우펜조의 프리드리히 1세 바르바로사 황제가 1180년 5대 공국 체제를 폐지하고 여러 개의 작은 제후국들로 대체시킨다.
"부족공국"이라는 말은 19세기 중반 독일 역사학계에서 처음 사용하기 시작했고, 그 개념은 독일의 통일과 밀접한 관련이 있었다.

## 같이 보기
- 제국관구
- 독일 왕국
- 프랑스의 대귀족제
- 선제후